# くちづけ (宅間孝行)
『くちづけ』は、宅間孝行による戯曲。宅間主宰の劇団「東京セレソンデラックス」10周年記念第2弾作品として宅間演出により2010年7月に初演、幻冬舎より2012年9月27日刊行の『純愛戯曲集』に収録された。知的障害者のグループホームを舞台に繰り広げられる仲間たちの温かな交流と父娘の愛を描いたヒューマンドラマ。
2013年には宅間自身により小説化されたほか、堤幸彦監督、貫地谷しほり主演で映画化されている。

## 概要
演劇集団 円の金田明夫とNHK連続テレビ小説『つばさ』で共演した宅間が、「テンション高く振り切った感情をごく自然に表現できる実力の持ち主」であり「これほど関心を寄せ尊敬する俳優はなかなか出逢えない」として金田に猛アプローチし、『流れ星』を観劇した金田は宅間の誘いを二つ返事で了承して本作の企画がスタート。2001年の脚本執筆開始からがむしゃらに作り続けた「お客様が喜んでくれるもの」から一旦立ち止まり、あらためて「自分自身の琴線に触れるものってなんだろう」と考え直した時にふと思い浮かんだ10年以上前に新聞の片隅で見つけた小さな事件記事をモチーフに、宅間が学生時代を過ごした埼玉県本庄市を舞台にして執筆された。
金田の18年ぶりの客演による2010年の東京セレソンデラックスによる初演は「舞台史上一番泣ける」との話題を呼び、小劇場公演ながら2万4000人の観客動員を記録した。

## 上演
劇団「東京セレソンデラックス」の10周年記念作品として2010年7月から10月に初演。宅間主宰の演劇プロジェクト「TAKUMA FESTIVAL JAPAN（タクフェス）」により第3弾公演として2015年10月から12月に、また第8弾公演として2020年10月から11月に再演予定。

### 初演（2010年）
日程
- 7月7日 - 8月1日：東京・シアターサンモール
- 9月22日 - 9月26日：大阪・梅田芸術劇場シアター・ドラマシティ
- 10月8日 - 10月10日：名古屋・名鉄ホール
- 10月15日 - 10月17日：札幌・道新ホール

キャスト
- うーやん - 宅間孝行
- マコ - 加藤貴子
- 国村先生 - 石井愃一
- 智ちゃん - 東風万智子
- 国村真理子 - 藤吉久美子
- 国村はるか - 芳賀優里亜
- 夏目ちゃん - 伊藤高史
- 酒巻くん - 須加尾由二
- 袴田さん - 大見久代
- 島ちん - たなかたく
- みなみ - 尾畑美依奈
- 頼さん - 菊池優
- 愛情いっぽん - 金田明夫

### タクフェス第3弾公演（2015年）
日程
- 10月7日 - 18日：東京・サンシャイン劇場
- 10月27日 - 28日：札幌・わくわくホリデーホール
- 11月1日：富山・富山県民会館
- 11月3日：新潟・りゅーとぴあ・劇場
- 11月11日：松本・まつもと市民芸術館
- 11月14日 -15日：福岡・キャナルシティ劇場
- 11月17日：松江・島根県民会館 大ホール
- 11月20日 - 29日：大阪・梅田芸術劇場 シアター・ドラマシティ
- 12月5日：仙台・電力ホール
- 12月11日 - 13日：名古屋・刈谷市総合文化センターアイリス 大ホール

キャスト
- 愛情いっぽん - 金田明夫
- 阿波野マコ - 森田涼花
- 国村先生 - 大和田獏
- 国村真理子 - かとうかず子
- 夏目ちゃん - 弓削智久
- 国村はるか - 中村有沙
- 酒巻くん - 布川隼汰
- みなみ - ハレルヤまつこ
- 頼さん - 西岡ゆん
- 島ちん - 田中卓
- 仙波さん - 葉石充
- ちーちゃん - 町田萌香
- 袴田さん - 柴田理恵
- 宇都宮智子 - 上原多香子
- うーやん - 宅間孝行

### タクフェス第8弾公演（2020年）
日程
- 10月16日：埼玉・飯能市市民会館（プレビュー公演）
- 10月23日 - 25日：愛知・刈谷市総合文化センター アイリス 大ホール
- 10月29日 - 11月8日：東京・サンシャイン劇場
- 11月25日 - 29日：大阪・梅田芸術劇場 シアター・ドラマシティ

キャスト
- 愛情いっぽん - 金田明夫
- 阿波野マコ - 小島藤子
- 国村はるか - 松田るか
- 夏目ちゃん - 岸田タツヤ
- 宇都宮智子 - 倉田茉美
- 酒巻くん - 松村龍之介
- 島ちん - 若林元太
- みなみ - はるはる
- 頼さん - 北代祐太
- ちーちゃん - Moeka
- 袴田さん - 柴田理恵
- 国村真理子 - かとうかず子
- 国村先生 - 斉木しげる
- うーやん - 宅間孝行

## 書誌情報
- 純愛戯曲集（2012年9月27日、幻冬舎、ISBN 978-4-344-02247-8） - 「夕 -ゆう-」「歌姫」「流れ星」を併録

## 関連商品
DVD
- 東京セレソンデラックス『くちづけ』（2011年4月6日、ビクターエンタテインメント、VIBF-5459）
- タクフェス第3弾『くちづけ』（2016年9月15日、ネルケプランニング）

## 小説
宅間によりノベライズされ、2013年4月26日に幻冬舎より出版されている。
発行元である幻冬舎によれば、小説作品が映画や舞台化されることは珍しくないが、逆に舞台作品が小説化されるのは異例のことである（近年は、本谷有希子など、脚本家が自ら舞台作品をノベライズする例も増えている）。小説化にあたっては単純なノベライズではなく、主人公の父と母の出会いなど詳細な背景描写を加えたものとなっている。

### 書誌情報（小説）
- 宅間孝行 『くちづけ』 幻冬舎、2013年4月26日発売、ISBN 978-4344023758

## 映画
宅間孝行が脚本を手掛けて映画化され、2013年5月25日に公開された。配給は東映。
デビュー11年目にして映画初主演となる貫地谷しほりがマコを、その父を竹中直人が演じている。2人の共演はこれが3度目、父娘役は2009年公開の映画『僕らのワンダフルデイズ』以来2度目となる。
2013年4月18日に行われた映画の完成披露会見では貫地谷が竹中の頬に感謝のキスを送り、5月15日に行われた公開直前イベントではローティーン向けファッション誌『ピチレモン』とのタイアップで“父の日デートファッションショー”が開催され、2人は腕を組んで登場してランウェイを歩き、ショーのトップバッターを務めた。
監督は同舞台を観て感動したという堤幸彦。当初は誰でもいいから映画化した方がいいと勧めていたが、自らがメガホンをとることになり「天命だと思いました」と話している。劇団のような撮影にしたかったため、5台のカメラで細かくカットを割らず、台本22ページ分を1度も止めずに撮影されたシーンもあるという。
イタリア・ウディネ・ファーイースト映画祭にて、2013年4月20日に"ANGEL HOME"の英題で上映された。
日本での公開初週の観客動員数ランキングでは12位。最終興収については発表対象外とされた。

### キャスト
- 阿波野マコ - 貫地谷しほり
- 阿波野幸助 / 愛情いっぽん - 竹中直人
- うーやん - 宅間孝行
- 宇都宮智子 - 田畑智子
- 国村はるか - 橋本愛
- 国村真理子 - 麻生祐未
- 国村先生 - 平田満
- 仙波さん - 嶋田久作
- 袴田さん - 岡本麗
- アナウンサー - 宮根誠司
- 夏目ちゃん - 伊藤高史
- 島ちん - 谷川功
- 頼さん - 屋良学
- 南 - 尾畑美依奈
- 酒巻くん - 万田祐介

### スタッフ
- 監督：堤幸彦
- 脚本：宅間孝行
- プロデューサー：青木英美、神康幸、市山竜次
- 主題歌 - 熊谷育美「グッド・バイ・マイ・ラブ」（タクミノート）
- 制作プロダクション：オフィスクレッシェンド
- 制作担当：高瀬大樹
- 配給：東映
- 企画・製作：キノフィルムズ
- 製作：「くちづけ」製作委員会（木下グループ、セントラルミュージック、テイチクエンタテインメント、デジタライズ、中京テレビ放送）

### 受賞
- 第56回ブルーリボン賞 主演女優賞（貫地谷しほり）[22]

### 関連商品（映画）
シナリオ
- シナリオ作家協会発行『月刊シナリオ』2013年6月号（映人社） - 映画シナリオを収録

DVD/Blu-ray
- くちづけ（2013年10月11日、東映ビデオ、DSZD08078）
- くちづけ [Blu-ray]（2013年10月11日、東映ビデオ、BSZD08078）